# Школа Жангира

Памятник Джангир-хану

Школа Жангира — первая школа для казахских детей, созданная ханом Джангером (русский вариант его имени, используемый при его жизни; ныне принята транскрипция его имени, которая ближе к казахскому произношению — Жангиром) в селе Ханская Ставка (ныне Хан Ордасы в Западно-Казахстанской области).

## История
В 1826 году хан Джангер высказал о своё намерение создать школу ректору Казанского университета К. Ф. Фуксу. Это намерение удалось осуществить только через 15 лет. Хан Джангер несколько раз посылал письма-прошения о содействии в создании школы, но они оставались безответны.
6 декабря 1841 года он открыл первую в истории школу для казахских детей. Деревянное двухэтажное здание школы было одним из самых больших во всей Букеевской Орде. Хан Джангер принял эту школу под свое попечение, на её содержание ежегодно выделял 1404 рубля.
В 1905 году двухлетняя школа была преобразована в четырёхлетнюю, при ней был открыт педологический курс учителей.
В школе был оркестр струнных инструментов, хор и богатая библиотека. В этой школе получили образование М.-С. Бабаджанов и М. Бекмухаммедов, Ш. Бокеев и Г. Карашев, Р. Курмангалиев, Ш. Джексенбаев и др.